# Lanice socialis
Lanice socialis är en ringmaskart som först beskrevs av Willey 1905.  Lanice socialis ingår i släktet Lanice och familjen Terebellidae. Inga underarter finns listade i Catalogue of Life.